# Jerzy Pośpiech (piłkarz)
Jerzy Pośpiech (ur. 15 września 1909 w Katowicach, zm. 3 września 1939 w Imielinie) – polski piłkarz występujący na pozycji napastnika, a także piłkarz ręczny i reprezentant Polski.

## Życiorys
Był wychowankiem 1. FC Katowice. W 1928 roku zadebiutował w barwach tego klubu w Lidze, rozgrywając wówczas sześć meczów i zdobywając dwa gole. W sezonie 1929 zdobył osiem bramek w 22 spotkaniach. Jego klub spadł wówczas z Ligi. W 1935 przeszedł do klubu Pogoń Katowice. Jako piłkarz ręczny był zawodnikiem Odry Chorzów, z którą w 1935 roku zdobył trzecie miejsce w mistrzostwach Polski, a rok później – mistrzostwo kraju.
Latem 1939 roku wskutek mobilizacji został wcielony do Armii „Kraków”. 3 września poległ w walce pod Mikołowem. Stał się tym samym pierwszym piłkarzem Ligi poległym podczas II wojny światowej.